# Dushara

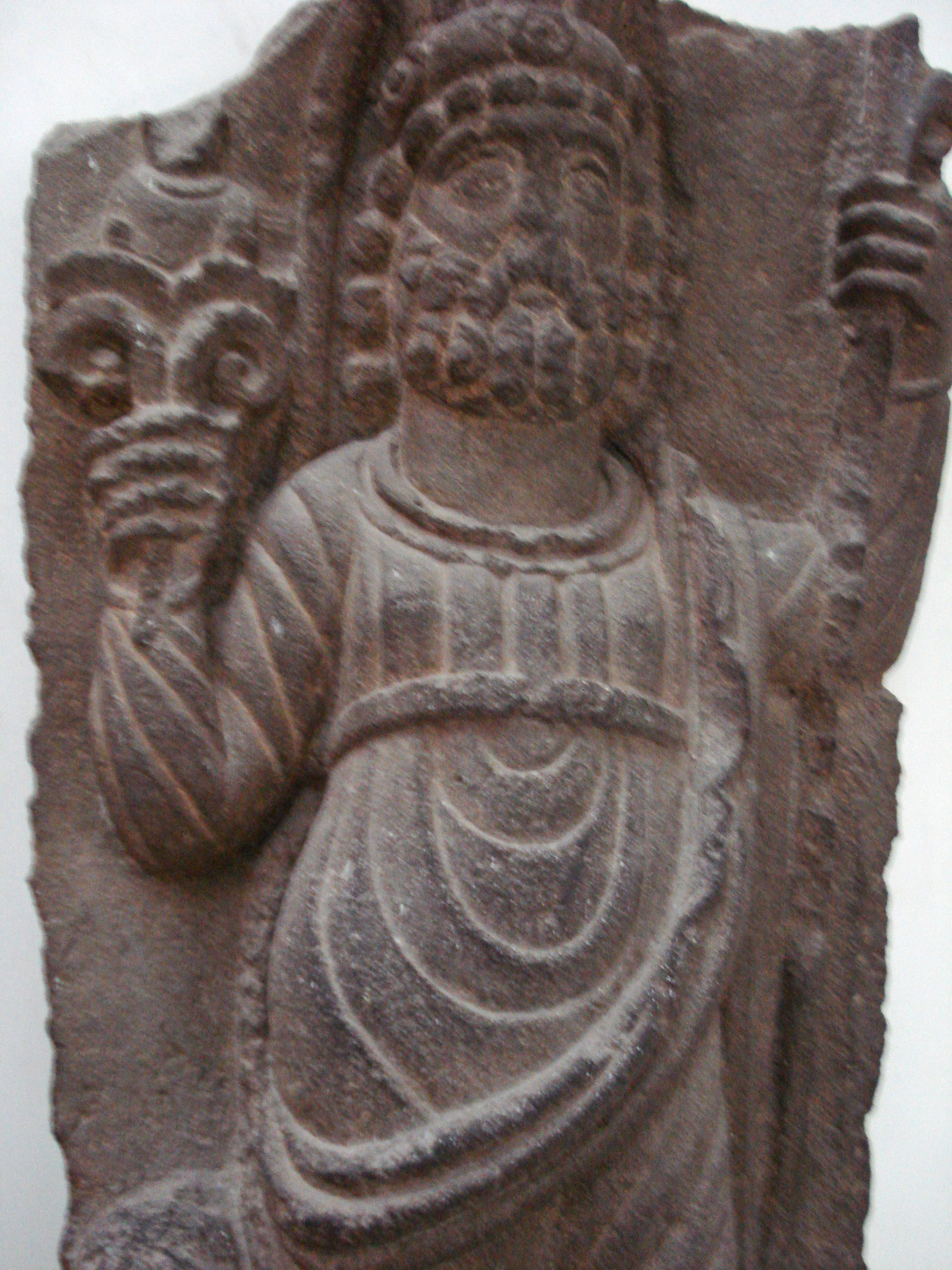
Dushara

Dushara (in arabo ذو شرى‎?, lett. "Signore della montagna"; in latino Dusares) era una divinità aniconica dell'antico medioriente, principale divinità del pantheon nabateo protettrice soprattutto della dinastia regale adorata soprattutto nelle città di Petra e Madain Saleh, delle quali era patrono. Nel periodo greco era associata sia a Zeus (che in quanto divinità principale greca presentava un'analogia con Dushara) che a Dioniso. Il santuario a lui dedicato a Petra contiene un tempio nel quale è conservata una grande pietra cubica (una sorta di Kaʿba) al centro.
L'esistenza di Dushara viene menzionata nel IX secolo dallo storico Hisham Ibn Al-Kalbi.

## Dusares a Pozzuoli
A Pozzuoli, l'antica città romana di Puteoli, sono state rinvenute diverse iscrizioni che fanno riferimento al dio Dusares. Tutte queste epigrafi si trovano attualmente esposte nel Museo archeologico dei Campi Flegrei nel Castello aragonese di Baia, nelle sale dedicate alla città di Pozzuoli. Di due epigrafi marmoree con dediche al dio Dusares scritte in nabateo non si conosce la provenienza esatta, essendo state rinvenute nell'Ottocento. Vi sono poi tre altari e due lastre con dedica a Dusares (DUSARI SACRUM) rinvenuti in momenti diversi nel porto di Pozzuoli, la qual cosa testimonia dell'esistenza di un edificio di culto lungo la ripa puteolana, il quantiere basso di Puteoli attualmente sommerso per effetto del bradisismo. A Puteoli - importante città portuale e commerciale di Roma - si era stanziata una comunità di mercanti nabatei che curarono l'edificazione di un luogo di culto per Dusares. Ciò viene confermato nelle due epigrafi in lingua nabatea, dove in una si menziona il restauro di questo edificio  nell'anno 5 d.C., mentre nell'altra si ricorda il sacrificio di una coppia di cammelli in onore di Dusares.